# Jules Jacquemart
Jules Ferdinand Jacquemart (* 3. September 1837 in Paris; † 26. September 1880 in Nizza) war ein französischer Kupferstecher, Maler und Radierer.

## Leben
Jacquemart war der Sohn des Malers, Gelehrten und Kunstsammlers Albert Jacquemart und dessen Frau Louise Emilie (geborene Labbé) und hatte noch drei Schwestern. Er bekam von seinem Vater seinen ersten künstlerischen Unterricht. 1861 konnte er mit einigen Gemälden und Stichen anlässlich der großen Ausstellung des Pariser Salons erfolgreich debütieren. Hier zeigte er beispielsweise Aquarelle mit Wildenten. Er wandte sich schon bald der Radierung und dem Kupferstich zu und fertigte zahlreiche Illustrationen (Kupferstiche) für die Werke seines Vaters, unter anderem für die Geschichte des Porzellans oder die Geschichte der Möbel. 1873 erkrankte er in Wien von einer unheilbaren Lungenkrankheit und widmete er sich wieder der Aquarell- und Bildnismalerei zu. Die Winter verbrachte er zumeist in Mentone. Seine Radierungen zeigten unter anderem, auch durch die Zusammenarbeit mit seinem Vater beeinflusst, japanische Nippsachen, altes Porzellan, Juwelen und Schmuck aber auch Waffen und Metallarbeiten. Er fertigte Illustrationen (Radierungen nach Gemälden) für mehrere Zeitschriften wie die  Gazette des Beaux-Arts, die Annales archeologiques für die Veröffentlichungen der Aquarell-Gesellschaft und des New-Yorker Museums oder fertigte Kopien von Gemälden an. Er wurde im Familiengrab auf dem Cimetière du Père-Lachaise beigesetzt (Grabsteinlink).

## Ehrungen
- 1872 wurde er Mitglied der belgischen Gesellschaft der Aquarellisten und einer der Hauptförderer der französischen Gesellschaft der Aquarellisten.
- Medaillen 1864, 1866, 1867
- 1873: Franz-Josephs-Orden
- 1869 oder 1878: Kreuz der Ehrenlegion

## Werke (Auswahl)

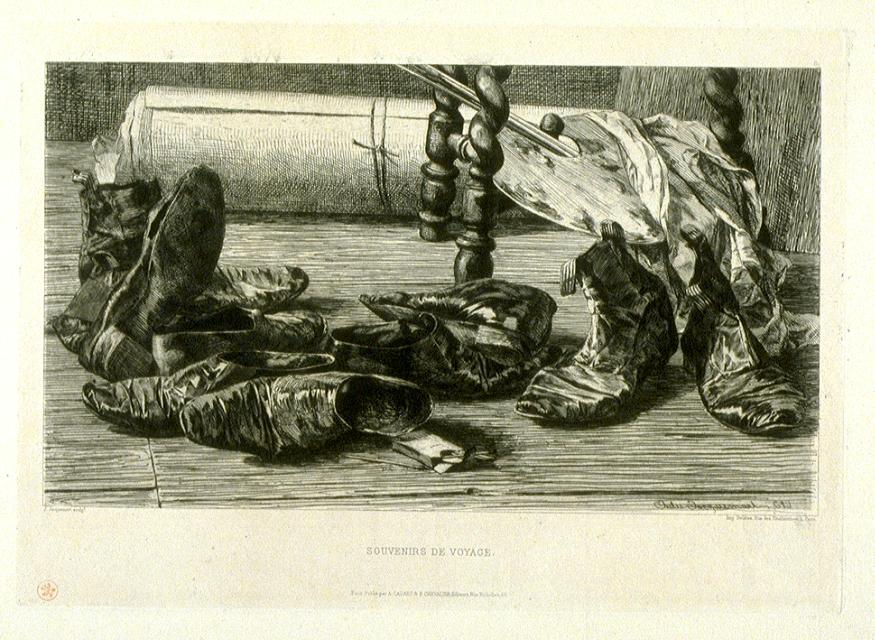
Jules Ferdinand Jacquemart: Souvenirs de Voyage, Radierung, 1862

Unter Jacquemarts frühen Werken finden sich auch einige Ölgemälde. Radierungen und Kupferstiche fertigte er nach den großen Meistern wie Frans Hals, Jean-Baptiste Greuze, Ernest Meissonier, Rembrandt van Rijn, Joshua Reynolds, u. a.
Radierungen
- Der Soldat
- Das lachende Mädchen nach Jan Vermeer (1867)
- Richard Wallace nach Baudry (1873)

Illustrationen
- mit Henri Barbet de Jouy: Les Gemmes et joyaux de la couronne au Musée du Louvre. L. Techener, Paris 1886 (Textarchiv – Internet Archive – Nach den Originalen von ihm gezeichnet und graviert).